# Kościół św. Piotra w Poznaniu
Kościół św. Piotra w Poznaniu – kościół ewangelicko-reformowany w Poznaniu, neoromański, wzniesiony w latach 1838–1841, zniszczony w 1945, niezachowany.

## Historia

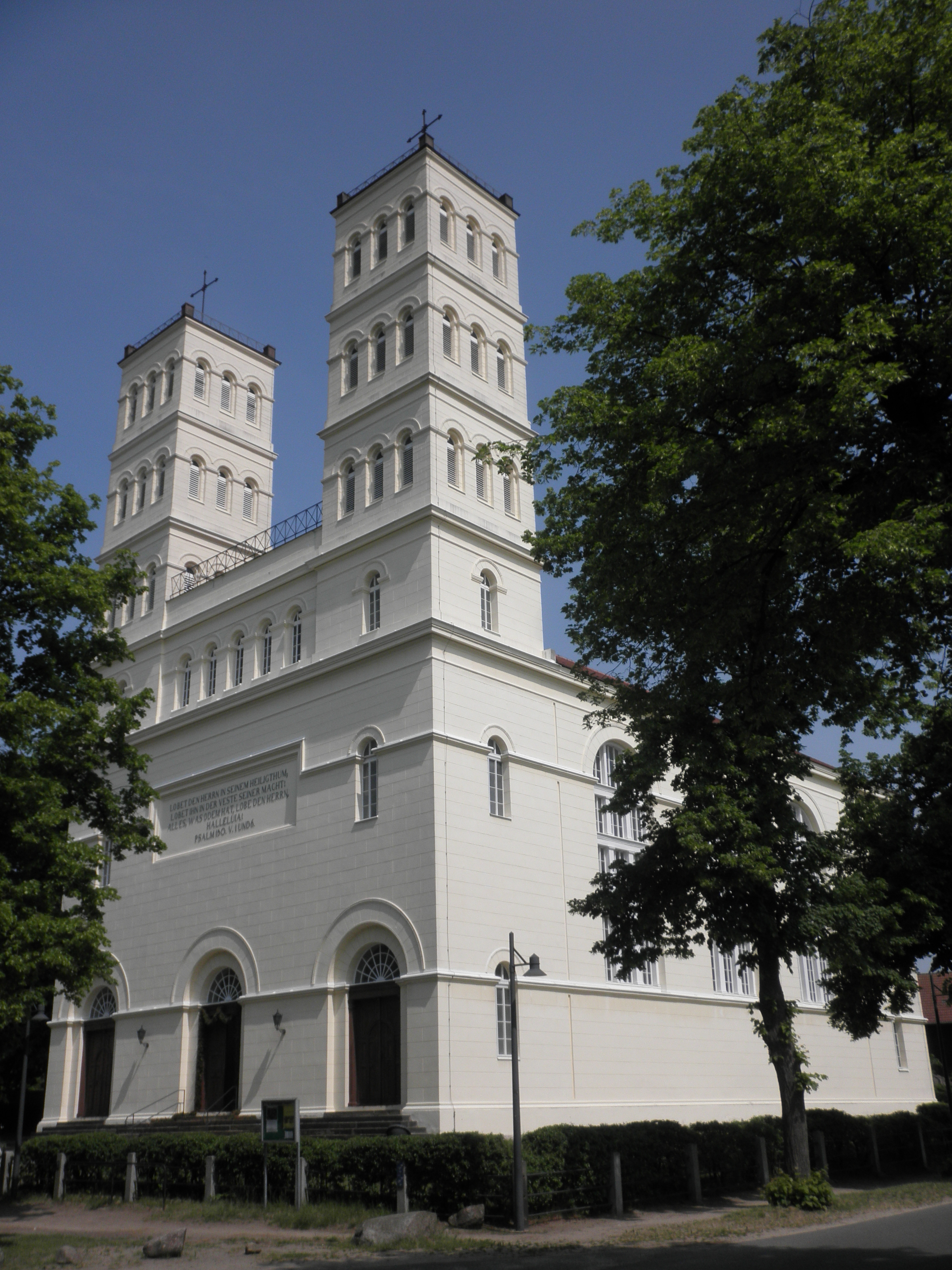
Kościół w Straupitz do którego architektury nawiązywano

Bracia czescy emigrujący z powodu prześladowań religijnych z ojczyzny, osiedli w Poznaniu w 1548 r. i gromadzili się na nabożeństwa w kamienicy magnackiego rodu Ostrorogów. W 1554 r. poza murami miejskimi, na Wzgórzu św. Wojciecha, wznieśli drewniany polski i niemiecki kościółek, szkołę, szpital (przytułek) i domy mieszkalne dla duchownych, nauczycieli i służby kościelnej, mieli tam również ogród i cmentarz. Zabudowania zostały zniszczone w 1616 r. przez tłum podburzony przez jezuitów. Zniszczono również pobliskie zabudowania należące do luteran i protestantom zabroniono odtąd sprawowania czynności religijnych na terenie miasta. Część wiernych przeniosła się do Leszna, inni sporadycznie udawali się na nabożeństwa w miejscowości Skoki.
W 1645 roku na zjeździe w Lesznie nastąpiło zjednoczenie jednoty braci czeskich z ewangelikami reformowanymi. Możność odprawiania nabożeństw w Poznaniu odzyskali dopiero w 1772 r., korzystając z sali w gmachu Wagi Miejskiej. W latach 1813–1814 z funduszy Bogusława Karczewskiego z Czarnotek wznieśli skromny dom modlitwy przy ul. Garbary. Od 1817 r. reformowani należeli wraz z luteranami do pruskiego Kościoła Ewangelicko-Unijnego jako osobna diecezja. Plany budowy nowego kościoła uzyskano w 1832 r. z Naczelnej Deputacji Budowlanej w Berlinie. Był to projekt autorstwa Karla Friedricha Schinkla, nawiązujący do kościoła w Straupitz. Budowę rozpoczęto 3 sierpnia 1838 r. i poświęcenie odbyło się 7 listopada 1841 r. (niem. Petrikirche). W 1890 r. przebudowano wnętrze nadając mu cechy neo-bizantyjskie.
Do 1860 r. odprawiano nabożeństwa po niemiecku i po polsku, później regularnie tylko niemieckie. W czerwcu 1925 roku ks. Stefan Skierski ponownie odprawił nabożeństwo reformowane po polsku, ale mała liczba wiernych sprawiła, że po 1932 znów ich zaniechano.
Kościół został mocno uszkodzony podczas walk o miasto w 1945 r., po czym ruiny rozebrano.

## Pastorzy służący w parafii
Rangę parafii podnosił fakt, że jej proboszcz był zwyczajowo seniorem Jednoty Wielkopolskiej i po 1817 roku superintendentem diecezji Superintendentura Poznań II Ewangelickiego Kościoła Unijnego.
Pastorzy
- 1780-1783 Jan Musonius (dojeżdzał z Leszna)
- 1783-1790 Karol Bogumił Diehl
- 1790-1797 wakat
- 1797-1813 Chrystian Teofil Cassius
- 1815-1828 Jan Benjamin Bornemann
- 1831-1840 Friedrich Leopold Dütschke
- 1841-1855 Adolf Siedler
- 1857-1881 Karl Göbel
- 1883-1898 Eugen Borgius
- 1899-1911 Hugo Albertz (1899-1911)
- 1911-1932 Gerhard Haenisch
- 1932-1940 wakat
- 1940-1945 Nathanael Katscher

## Architektura
Świątynia znajdowała się na trójkątnej parceli na stoku wzniesienia u zbiegu dzisiejszych ul. Półwiejskiej i Krysiewicza, zwrócona fasadą do pl. Wiosny Ludów. Była dwuwieżową budowlą neoromańską z żółtej cegły, wzniesioną na rzucie prostokąta, w który wciągnięto apsydę ołtarzową. Kryte stropem wnętrze wypełniały 2 kondygnacje empor. Po 1890 r. pozostawiono tylko jedną kondygnację, wtedy też wnętrze otrzymało wyrazistą polichromię o motywach geometrycznych. Szczegóły wyposażenia nie są znane. Surowa szata architektoniczna kościoła budziła sprzeczne uczucia: była chwalona przez część niemieckiej opinii publicznej, która w smukłych wieżach dopatrywała się nawet podobieństwa do słynnej katedry Notre-Dame w Paryżu. Społeczeństwo polskie było wobec estetycznych walorów budowli bardziej krytyczne, potocznie określając ją bez szacunku jako „księże portki”. 